# Karl Brunner (lugeur)
Pour les articles homonymes, voir Karl Brunner et Brunner.
Karl Brunner (né le 19 mai 1951 à Valdaora) est un ancien lugeur italien.

## Biographie
Appartenant aux Carabinieri, Karl Brunner a participé à des compétitions de luge simple et de double, et a connu des succès dans les deux disciplines. Il a participé à trois éditions des Jeux olympiques d'hiver en 1972, 1976 et 1980 durant lesquels il a gagné la médaille d'argent en double avec Peter Gschnitzer. À partir de la saison 2006-2007, il a pris en charge l'équipe nationale italienne juniors.

## Palmarès

### Jeux olympiques
- Lake Placid 1980 :  Médaille d'argent en double

### Championnats du monde
- Médaille d'or en simple à Valdaora en 1971
- Médaille d'argent en double à Igls en 1977
- Médaille d'argent en simple à Königssee en 1979

### Championnats d'Europe
- Médaille d'or en simple en 1980 à Valdaora
- Médaille de bronze en simple à Königssee en 1977
- Médaille de bronze en double à Oberhof en 1979

### Coupe du monde
- Deuxième du classement général du simple en 1980
- Vainqueur du classement général du double en 1978 et 1979.
- 1 victoires en simple et 3 en double.